# Emmy Russ
Emmy Russ (Hamburgo, 11 de mayo de 1999) es una modelo, actriz y personalidad televisiva alemana. Es conocida por participar en varios reality shows en su país natal y, recientemente, conocida en España por su participación en Secret Story: La casa de los secretos.

## Biografía
Emmy Russ tiene un padre alemán y una madre rusa. Creció en Hamburgo con su hermana (Liliana Russ), que es siete años mayor que ella. Después de la separación de sus padres, los frecuentes conflictos con su madre la llevaron a viajar sola a Alemania durante unas vacaciones en España, dejando a Russ en un centro de menores durante varias semanas. Russ tiene una segunda residencia en Madrid, lleva desde 2015 viviendo en España pero no tiene contacto con su padre.
Abandonó la escuela a los 15 años. En 2015, gestionó su propio canal de YouTube e interpretó el papel de "Nina Nockel" en varios episodios del culebrón diario de RTL II Köln 50667. Anteriormente, también había encarnado el papel de "Nina" en Berlín - Tag & Nacht.
Tras completar sus estudios de secundaria, Russ solicitó un puesto de formación como paramédico. Fue aceptada, pero no comenzó la formación. No pudo seguir sus aspiraciones profesionales como agente de policía -Russ tiene debilidad por los policías- debido a su altura de 1,57 m y a sus conflictos con la ley. Desde 2017, la revista ProSieben taff ha informado sobre la vida de Russ en reportajes. Ese año, participó en el proyecto social Carpathian Aid como "joven problemática". Al ayudar a mantener a los ermitaños en Rumanía, los jóvenes sin trabajo fijo ni apoyo debían adquirir nuevas perspectivas para su propia vida bajo la dirección de un pedagogo social.
En los reportajes de 2017 y 2018 y en el "experimento para solteros" UNdressed - Das Date im Bett. A principios de 2019, tuvo un papel protagonista ("Xenia Lewandowski") en la serie Chartbreaker - Die Casting-Soap. A continuación, participó a los 19 años en el primer episodio de ¡Ab ins Kloster! - Rosenkranz statt Randale, un reality con mucha audiencia y que relanzó su vida. Con el atributo de "chica de lujo", fue huésped con tres jóvenes mujeres en la casa madre de las Hermanas Franciscanas del Divino Corazón de Jesús en Gengenbach. Russ, al igual que Alessia Herren, puso fin a su estancia en el convento antes de tiempo en el tercero de los ocho días previstos de "disturbios y alborotos". La orden de las Hermanas Franciscanas de Gengenbach decidió que Emmy no volvería a participar en ese experimento televisivo.
En 2020, fue contratada para los formatos de prime time de los principales canales ProSieben y Sat.1 y en junio, fue una de las bellezas de Beauty & The Nerd. Al exteriorizar impulsivamente sus conflictos internos, recibió una gran atención de los medios de comunicación y el apodo de "Remmidemmi-Emmy", de hecho fue la única candidata presentada en Beauty & The Nerd sin profesión, donde se le dio el título de "modelo de bikini". Russ publica fotos más reveladoras de sí misma en una plataforma de Internet, en la cual la gente puede suscribirse pagando.
En agosto de 2020, participó en la octava temporada de Promi Gran Hermano. Después del primer día del programa, se informó de las críticas, el "desconcierto", el "alboroto" y la "indignación" que Russ provocó con sus conversaciones abiertas sobre el sexo y las intimidades. Anja Rützel, analista de Spiegel de todos los realities de famosos, reconoció en ella una quimera de las antiguas participantes del formato Evelyn Burdecki y Katja Krasavice. Russ fue expulsada del programa por los espectadores el día antes de la final y quedó en quinto lugar. Durante el programa final, como parte de un concurso en torno a las cuentas de Instagram de los residentes, se anunció que su perfil había ganado la mayor cantidad de suscriptores durante la temporada de tres semanas, duplicando a los 110 000 seguidores.
En septiembre de 2021, se ha anunciado la participación de la modelo en un reality español denominado "Secret Story: La casa de los secretos", una adaptación del reality neerlandés "Big Brother" en su formato "Secret Story", en el que los concursantes deben adivinar los secretos de cada uno de los compañeros, mientras superan el mayor tiempo de estancia en la casa.

## Apariciones en televisión

### Programas de telerrealidad "soaps"
- 2015: Berlin – Tag & Nacht (als Nina Nockel; RTL II)
- 2015: Köln 50667 (Folgen 569–646 als Nina Nockel; RTL II)
- 2021: Berlin – Tag & Nacht (Folgen 2361–2391 als sie selbst; RTL II) (18. Januar–1. März)

### Programas de telerrealidad "scripted"
- 2015: Hilf mir! Jung, pleite, verzweifelt … (RTL II)
- 2016: Mein dunkles Geheimnis (SAT.1)
- 2019: Chartbreaker – Die Casting-Soap (RTL II)

### Programas de telerrealidad
- 2017: UNdressed – Das Date im Bett (RTL II) (als Leyla)
- 2019: Ab ins Kloster! – Rosenkranz statt Randale (Kabel Eins)
- 2020: Beauty & The Nerd (ProSieben)
- 2020–2021: Promi Big Brother – Die Late Night Show (Sat.1 / sixx)
- 2021: Die Festspiele der Reality Stars – Wer ist die hellste Kerze? (Sat.1)
- 2021: Promis unter Palmen – Für Geld mache ich alles! (Sat.1)
- 2021: Secret Story: La casa de los secretos (Telecinco)

### Reality shows de competencia
| Año       | Título                    | Título                                              | Resultado                 |
| --------- | ------------------------- | --------------------------------------------------- | ------------------------- |
| 2020      | Bandera de Alemania       | Promi Big Brother (season 8)                        | 11.ª eliminada            |
| 2021      | Bandera de Alemania       | Promis unter Palmen (staffel 2)                     | 5.ª finalista             |
| 2021      | Bandera de España         | Secret Story: La casa de los secretos               | 5.ª eliminada             |
| 2021–2022 | Bandera de Alemania       | Temptation Island VIP 3                             | Se separa de Udo Bönstrup |
| 2022      | Bandera de Estados Unidos | The Challenge: Ride or Dies                         | Abandonó                  |
| 2023      | Bandera de Alemania       | Kampf der Realitystars – Schiffbruch am Traumstrand | 8.ª finalista             |